# Gấu nâu Kamchatka
Gấu nâu Kamchatka (Ursus arctos beringianus), còn được gọi là gấu nâu Viễn Đông, là một phân loài của gấu nâu có nguồn gốc ở huyện Anadyrsky, bán đảo Kamchatka, đảo Karaginskiy, quần đảo Kuril của Biển Okshotsk về phía nam đến Dãy Stanovoy và Quần đảo Chaiar. Bên ngoài Liên Xô cũ, các phân loài này có thể được tìm thấy ở đảo Saint Lawrence ở biển Bering. Nó có liên quan chặt chẽ với một nhóm gấu nâu ở Alaska và tây bắc Bắc Mỹ, và được cho là tổ tiên của gấu Kodiak.

## Ngoài hình
Gấu nâu Kamchatka là một giống gấu có kích thước rất lớn, lớn nhất ở Liên lục địa Á Âu, với chiều dài cơ thể 2,4 mét, cao đến 3 mét khi đứng bằng chân sau và trọng lượng lên tới 650 kg (1433 lbs). Nó có kích thước gần bằng con gấu Kodiak; tuy nhiên, hộp sọ rộng hơn so với gấu nâu Ussuri, và so với gấu Kodiak, chiều rộng của hộp sọ lớn hơn nhiều khi so sánh với chiều dài, lỗ mở trước của nó ngắn hơn nhiều, và răng hàm khác nhau về kích thước và hình thức tương đối. Chiều dài hộp sọ lớn nhất đối với con đực giới là 40,3 đến 43,6 cm và rộng 25,82727 cm, trong khi hộp sọ của con cái có chiều dài 37,2, 38,6 cm và chiều rộng từ 21,6 đến 24,2 cm. Màu lông chủ yếu là màu nâu sẫm với tông màu tím. Các cá thể có lông màu sáng chỉ tồn tại số ít và hiếm gặp.